# Václav Ferdinand z Lobkovic
Václav Ferdinand z Lobkovic (německy Wenzel Ferdinand von Lobkowicz; 16. ledna 1723 Praha – 22. ledna 1739 Würzburg) byl český šlechtic, kníže z Lobkovic v letech 1734–1739.

## Životopis
Václav Ferdinand se narodil v Praze v roce 1723 jako prvorozený syn Filipa Hyacinta knížete z Lobkovic a jeho manželky Anny Marie Vilemíny hraběnky z Althannu.
Otec zemřel, když mu bylo 11 let, a proto mu císař udělil právo užívání otcových titulů a správy značného rodového majetku pod dohledem matky, která byla po dva roky jeho poručnicí spoluregentem.
Václav Ferdinand se ujal funkce hlavy rodu jen velmi krátce. Zemřel ve Würzburgu v roce 1739, ve věku pouhých 16 let. Jelikož nebyl ženat a neměl potomky, přešel knížecí titul na jeho mladšího bratra Ferdinanda Filipa.

## Vývod z předků
| Václav Ferdinand, V. kníže z Lobkovic | Otec: Filip Hyacint, IV. kníže z Lobkovic | Dědeček z otcovy strany: Ferdinand August, III. kníže z Lobkovic | Dědeček z otcovy strany: Václav Eusebius z Lobkovic                           | Dědeček z otcovy strany: Zdeněk Vojtěch, I. kníže z Lobkovic               |
| Václav Ferdinand, V. kníže z Lobkovic | Otec: Filip Hyacint, IV. kníže z Lobkovic | Dědeček z otcovy strany: Ferdinand August, III. kníže z Lobkovic | Dědeček z otcovy strany: Václav Eusebius z Lobkovic                           | Prababička z otcovy strany: Polyxena z Pernštejna                          |
| Václav Ferdinand, V. kníže z Lobkovic | Otec: Filip Hyacint, IV. kníže z Lobkovic | Dědeček z otcovy strany: Ferdinand August, III. kníže z Lobkovic | Prababička z otcovy strany: Žofie Augusta Falcko-Sulzbašská                   | Dědeček z otcovy strany: August Falcko-Sulzbašský                          |
| Václav Ferdinand, V. kníže z Lobkovic | Otec: Filip Hyacint, IV. kníže z Lobkovic | Dědeček z otcovy strany: Ferdinand August, III. kníže z Lobkovic | Prababička z otcovy strany: Žofie Augusta Falcko-Sulzbašská                   | Prababička z otcovy strany: Hedvika z Holštýnsko-Gottorpská                |
| Václav Ferdinand, V. kníže z Lobkovic | Otec: Filip Hyacint, IV. kníže z Lobkovic | Otcovská babička: Klaudie Františka Nasavsko-Hadamarská          | Dědeček z otcovy strany: Mořic Jindřich Nasavsko-Hadamarský                   | Dědeček z otcovy strany: Jan Ludvík Nasavsko-Hadamarský                    |
| Václav Ferdinand, V. kníže z Lobkovic | Otec: Filip Hyacint, IV. kníže z Lobkovic | Otcovská babička: Klaudie Františka Nasavsko-Hadamarská          | Dědeček z otcovy strany: Mořic Jindřich Nasavsko-Hadamarský                   | Prababička z otcovy strany: Ursula z Lippe                                 |
| Václav Ferdinand, V. kníže z Lobkovic | Otec: Filip Hyacint, IV. kníže z Lobkovic | Otcovská babička: Klaudie Františka Nasavsko-Hadamarská          | Prababička z otcovy strany: Ernestina Šarlota Nasavsko-Siegenská              | Dědeček z otcovy strany: Jan VIII. Nasavsko-Siegenský                      |
| Václav Ferdinand, V. kníže z Lobkovic | Otec: Filip Hyacint, IV. kníže z Lobkovic | Otcovská babička: Klaudie Františka Nasavsko-Hadamarská          | Prababička z otcovy strany: Ernestina Šarlota Nasavsko-Siegenská              | Prababička z otcovy strany: Ernestina Jolanda z Ligne                      |
| Václav Ferdinand, V. kníže z Lobkovic | Matka: Anna Marie Vilemína z Althannu     | Dědeček matky: Michael Ferdinand, hrabě z Althannu               | Pradědeček matky: Michael Václav, hrabě z Althannu                            | Pradědeček matky: Michael Adolf, hrabě z Althannu                          |
| Václav Ferdinand, V. kníže z Lobkovic | Matka: Anna Marie Vilemína z Althannu     | Dědeček matky: Michael Ferdinand, hrabě z Althannu               | Pradědeček matky: Michael Václav, hrabě z Althannu                            | Mateřská babička: Marie Eva ze Šternberka                                  |
| Václav Ferdinand, V. kníže z Lobkovic | Matka: Anna Marie Vilemína z Althannu     | Dědeček matky: Michael Ferdinand, hrabě z Althannu               | Mateřská babička: Anna Marie Alžběta, hraběnka z Reckheimu a Aspremont-Lynden | Pradědeček matky: Ferdinand van Lynden, baron z Lyndenu, hrabě z Reckheimu |
| Václav Ferdinand, V. kníže z Lobkovic | Matka: Anna Marie Vilemína z Althannu     | Dědeček matky: Michael Ferdinand, hrabě z Althannu               | Mateřská babička: Anna Marie Alžběta, hraběnka z Reckheimu a Aspremont-Lynden | Mateřská babička: Alžběta, hraběnka z Fürstenbergu na Heiligenbergu        |
| Václav Ferdinand, V. kníže z Lobkovic | Matka: Anna Marie Vilemína z Althannu     | Babička z matčiny strany: Marie Eleonora Lažanská z Bukové       | Pradědeček matky: Karel Maxmilián, hrabě Lažanský z Bukové                    | Pradědeček matky: Ferdinand Rudolf, hrabě Lažanský z Bukové                |
| Václav Ferdinand, V. kníže z Lobkovic | Matka: Anna Marie Vilemína z Althannu     | Babička z matčiny strany: Marie Eleonora Lažanská z Bukové       | Pradědeček matky: Karel Maxmilián, hrabě Lažanský z Bukové                    | Mateřská babička: Markéta Vratislavová z Mitrovic                          |
| Václav Ferdinand, V. kníže z Lobkovic | Matka: Anna Marie Vilemína z Althannu     | Babička z matčiny strany: Marie Eleonora Lažanská z Bukové       | Mateřská babička: Anna Alžběta, baronka von Spandko                           | Pradědeček matky: Paris, baron von Spandko                                 |
| Václav Ferdinand, V. kníže z Lobkovic | Matka: Anna Marie Vilemína z Althannu     | Babička z matčiny strany: Marie Eleonora Lažanská z Bukové       | Mateřská babička: Anna Alžběta, baronka von Spandko                           | Mateřská babička: Eva Marie Schirdingová ze Schirndingu                    |